# Édgar Barreto
Édgar Osvaldo Barreto Cáceres, paragvajski nogometaš, * 15. julij 1984.
Sodeloval je na nogometnemu delu poletnih olimpijskih iger leta 2004 in osvojil srebrno medaljo.